# موراي ستيوارت
موراي ستيوارت (بالإنجليزية: Murray Stewart)‏ هو كاياكير أسترالي، ولد في 2 يوليو 1986 في ديربان في جنوب أفريقيا.

## وصلات خارجية
- موراي ستيوارت على موقع الاتحاد الدولي للكانو (الإنجليزية)
- موراي ستيوارت على موقع أوليمبيديا (الإنجليزية)
- موراي ستيوارت على موقع اللجنة الأولمبية الأسترالية (الإنجليزية)